# Monochaetoscinella
Monochaetoscinella is een vliegengeslacht uit de familie van de halmvliegen (Chloropidae).

## Soorten
- M. anonyma (Williston, 1896)
- M. nigricornis (Loew, 1863)